# Opua
Opua è una località neozelandese affacciata sulla baia delle Isole sull'Isola del Nord. Il nome significherebbe "luogo fiorito" in lingua māori secondo il ministero della cultura neozelandese.

## Società
Al censimento del 2013 la cittadina contava 546 abitanti, registrando così un calo di 66 persone dal precedente censimento del 2006.